# Un evaso ha bussato alla porta
Un evaso ha bussato alla porta (The Talk of the Town) è un film del 1942 diretto da George Stevens.

## Trama
Accusato di omicidio, un giovanotto evade prima del processo e si rifugia in casa di una donna che, convinta della sua innocenza, lo presenta come giardiniere a un avvocato - suo inquilino e corteggiatore –  che ne assume la difesa.

## Produzione
Scritta da Irwin Shaw e Edgar Buchanan, la commedia mescola la gravità dei temi (il linciaggio incombente, la corruzione della società) con la leggerezza dei toni, come fosse una commedia di idee alla Shaw. Fu girato anche un finale in cui la Arthur preferisce Colman a Grant.

## Distribuzione
Sette candidature agli Oscar.